# میرحسین موسوی در انتخابات ریاست‌جمهوری ایران (۱۳۸۸)

حدود درصد رای‌های موسوی به تفکیک استان

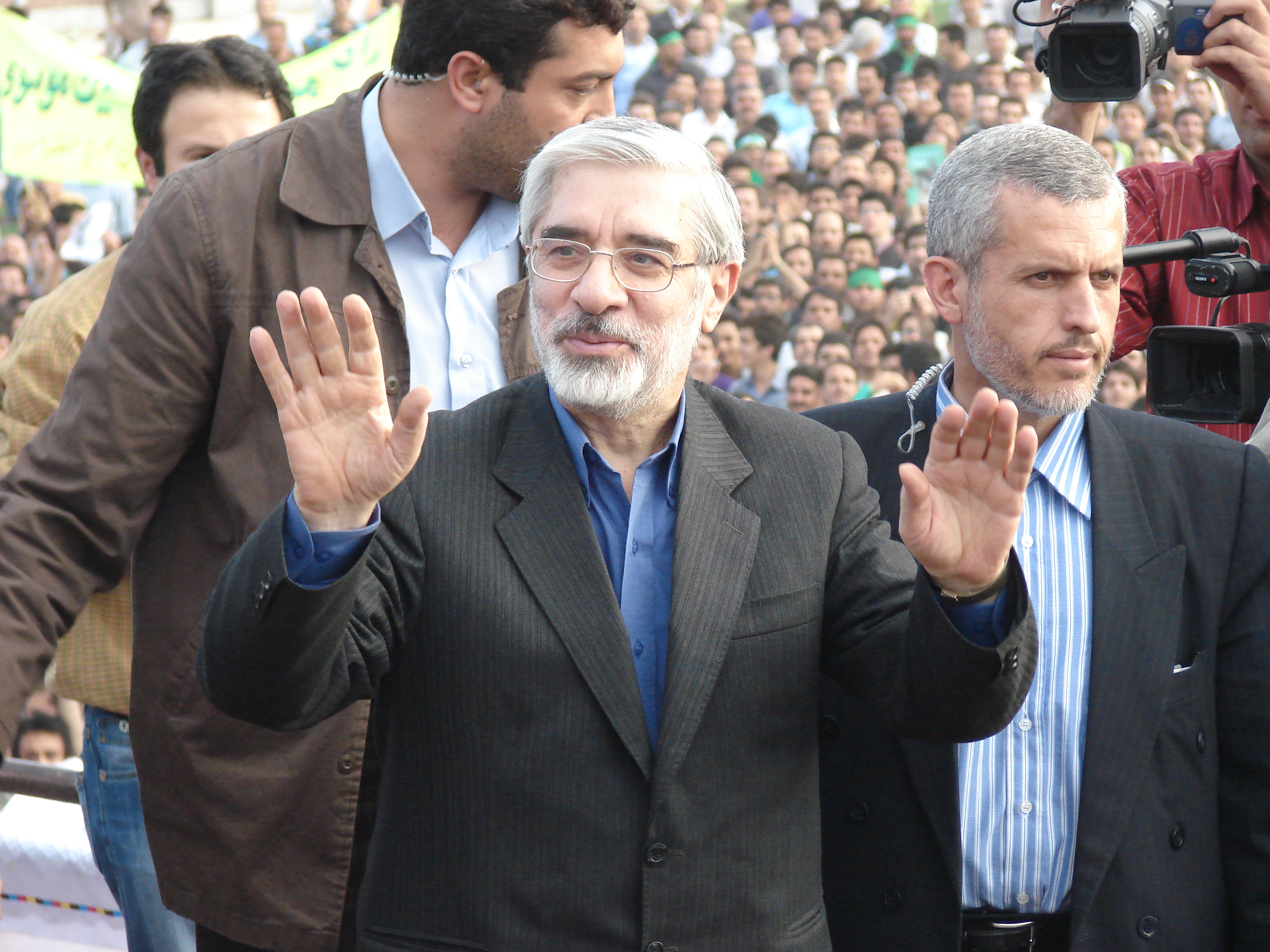
میرحسین موسوی در جمع هوادارانش در تهران

میرحسین موسوی در انتخابات ریاست جمهوری مقاله‌ای است که به فعالیت‌ها، موضع گیری‌ها و اتفاقات درخور توجه حضور میرحسین موسوی در انتخابات ریاست جمهوری ایران در سال ۱۳۸۸ می‌پردازد. وی آخرین نخست وزیر جمهوری اسلامی ایران بود که پس از ۲۰ سال کناره‌گیری از سیاست مجدداً به عرصه سیاسی کشور ایران بازگشت.

## اعلام حضور و نامزدی

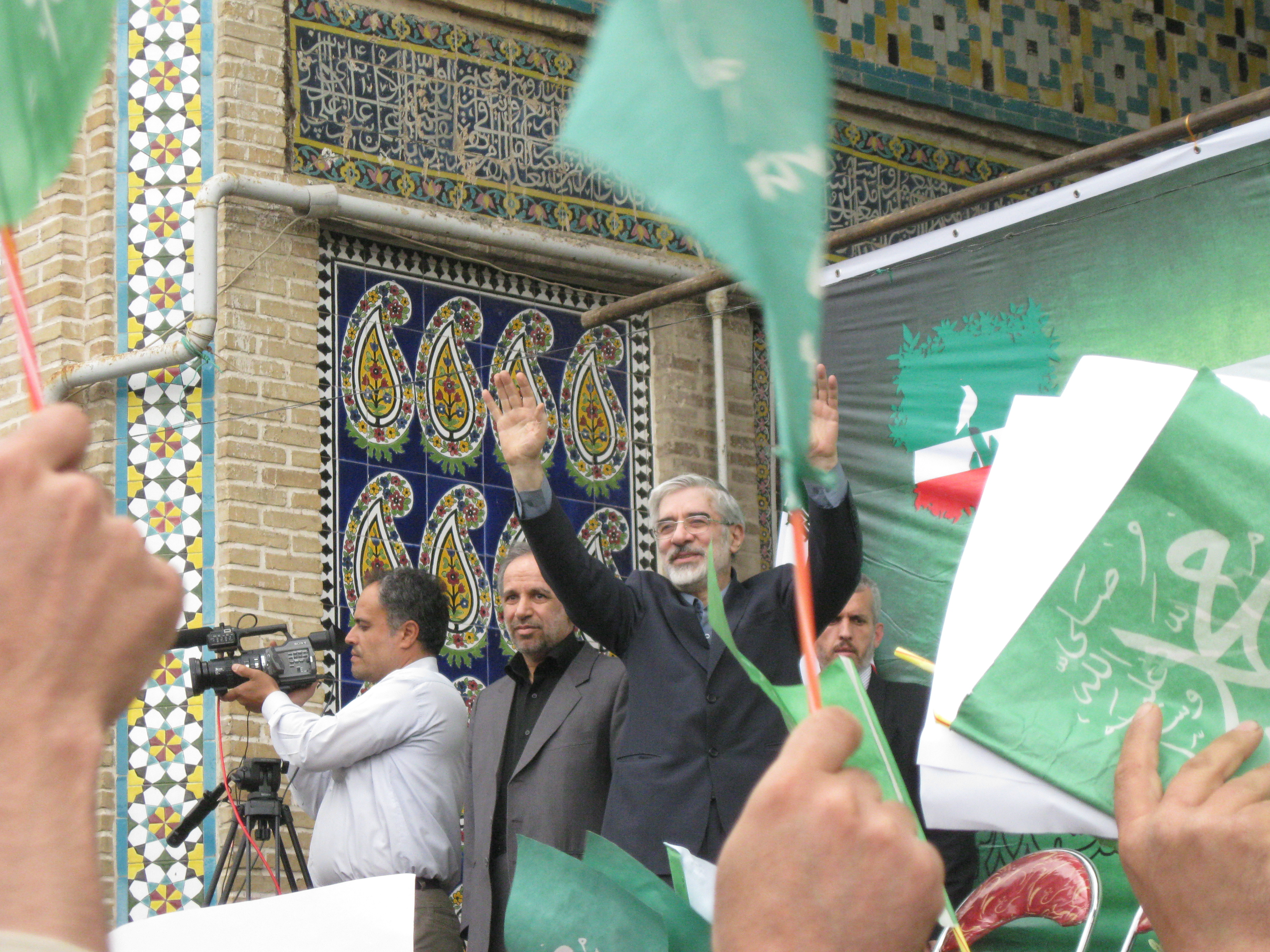
موسوی در یکی از همایش‌های تبلیغاتی پیش از انتخابات

در تاریخ ۲۰ اسفند ۱۳۸۷، میرحسین موسوی با صدور اعلامیه‌ای، رسماً حضور خود در انتخابات را به اطلاع ملت ایران رساند.
او انگیزه حضور خود در انتخابات پس از ۲۰ سال را «نگرانی از تغییر در اصول، قواعد و قوانین نظام» مطرح کرد.
میرحسین موسوی در نخستین نشست مطبوعاتی خود که در ۱۷ فروردین ۱۳۸۸ در روزنامه اطلاعات برگزار شد، در مورد شرکت در انتخابات گفت:
من به هیچ وجه این نگرانی را نداشتم که فردی از جناح راست، چپ، اصلاح طلب و… روی کار بیاید. اصل را در نظام می‌دانستم و معتقد بودم جا به جایی‌ها به صورتی باشد که قواعد بازی رعایت شود.
میرحسین موسوی در حالی به صحنه انتخابات وارد شد که قبل از آن سید محمد خاتمی اعلام کرده بود که یکی از آن دو در انتخابات حضور خواهند داشت. بنابراین مدتی پس از اعلام حضور موسوی، خاتمی با وجود فشار احزاب هوادار اصلاح طلب برای باقی ماندن به عنوان کاندیدا، به نفع وی کنار کشید.

## فعالیت‌های انتخاباتی و هواداران

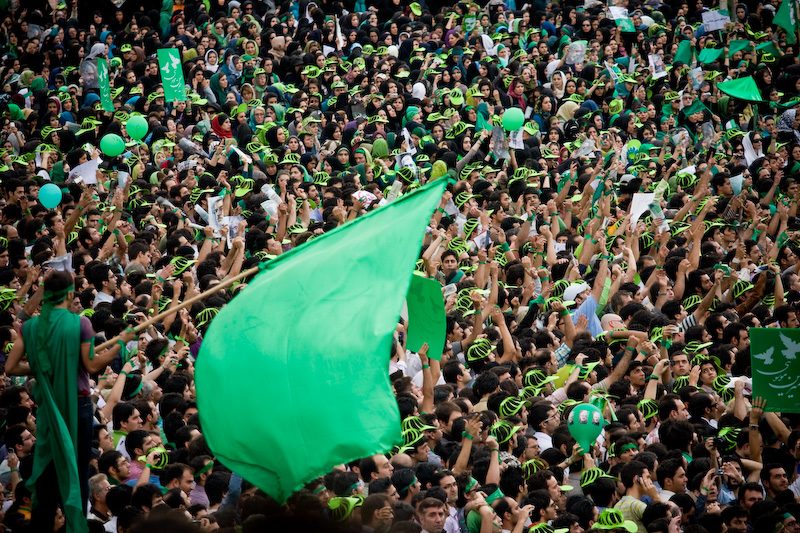
هواداران میرحسین موسوی با نمادهای سبز رنگ

- میرحسین موسوی در اسفندماه هشتاد و هفت، مجوز انتشار روزنامه کلمه سبز را دریافت کرد.[۶]
- ۱۳ اسفند ۱۳۸۷، به مناسبت ۶۶ امین سالگرد تأسیس انجمن اسلامی دانشجویان دانشگاه تهران، میرحسین موسوی در تالار شهید چمران دانشکده فنی دانشگاه تهران حضور یافته و پس از گذشت ۱۱ سال، به ایراد سخنرانی پرداخت. انتقاد از سیاست خارجی افراطی دولت احمدی‌نژاد، دولتی شدن روحانیت، توقیف و تحدید مطبوعات و همچنین توزیع نقدی پول توسط احمدی‌نژاد در سطح کشور از جمله مهم‌ترین مواضع موسوی بود.[۷][۸]
- اعضای کمیته‌های امور سیاسی و تدوین مواضع، امور نیروی انسانی، امور مناطق استان‌ها، امور فرهنگ وهنری، امور جوانان، برنامه‌ریزی، رسانه و تبلیغات ستاد انتخاباتی موسوی در اسفند ۸۷تعیین شدند.[۹]
- موسوی دوشنبه ۱۷ فروردین ۸۸، دیداری با، رهبر جمهوری اسلامی ایران داشت و از جمله در مورد انتخابات ریاست جمهوری با وی مباحثه داشت.[۱۰]
- اولین نشست خبری-انتخاباتی میرحسین، در عصر روز دوشنبه ۱۷ فروردین ۸۸ و با حضور خبرنگاران داخلی و خارجی برگزار شد. این نشست، اولین نشست خبری وی پس از دوران نخست وزیری بود و چندین ساعت به طول انجامید.[۱۱]
- ۲۴ فروردین؛ موسوی در نخستین سفر تبلیغاتی-انتخاباتی به ایلام سفر کرد.[۱۲]
- ۵ اردیبهشت؛ ستاد موسوی تصویب کرد حامیانش سبز بپوشند.[۱۳]
- هواداران موسوی با استفاده از سرود آفتابکاران جنگل که متعلق به چریک‌های فدایی خلق است، نماهنگی در حمایت از وی ساختند.[۱۴]
- در سالگرد دوم خرداد میرحسین موسوی در اصفهان و محمد خاتمی (حامی وی) در اجتماع بیست هزار نفره در استادیوم آزادی سخنرانی کردند.[۱۵] هنرمندان سرشناس، کارگردانان سینما، هنرپیشگان، سیاست‌مداران و هزاران دانشجو و جوان در در حمایت از موسوی به این استادیوم رفته بودند. بسیاری از طرفداران موسوی با در دست داشتن پوسترهای او، لباسهایی به رنگ سبز بر تن داشتند یا بازوبند سبز بسته بودند. صدها پرچم سبز رنگ نیز در دست طرفداران موسوی بود. پوشش به رنگ سبز را ستاد انتخاباتی موسوی برای حامیان او به عنوان نمادی از آیین اسلام و پیشرفت ایران در نظر گرفته‌اند.[۱۶] از جمله افراد شرکت‌کننده و حامی موسوی در این مراسم، پدر محمد جهان‌آرا و همسر محمدعلی رجایی (عاتقه صدیقی) را می‌توان نام برد. همچنین از سینماگران، لیلی رشیدی و حمید فرخ‌نژاد در آن حضور داشتند.[۱۷]
- خبرگزاری آلمان در گزارش خود در تاریخ ۲ ژوئن ۲۰۰۸ (۱۲ خرداد) از تهران نوشته‌است، براساس مدل اوکرائینی، میرحسین موسوی برای تبلیغات انتخاباتی خود، یک رنگ انتخاب کرده‌است. دو هفته‌است که رنگ سبز در سراسر کشور به نماد تغییر بدل شده‌است. به ویژه جوانان با بازوبندها، کلاه‌ها یا روسری‌های سبزرنگ در خیابان‌های کشور دررفت‌وآمدند. در شبکهٔ اینترنت نیز طرفداران موسوی با این رنگ فعالیت می‌کنند و در وب‌سایت اجتماعی «فیس‌بوک» که برای مدت کوتاهی فیلتر شد، طرفداران موسوی از فعال‌ترین‌ها بوده و شعار آن‌ها در این سایت «بیایید سبز شویم» است. گزارشگر خبرگزاری آلمان به نقل از «شاهدان عینی» نوشت، در تهران، پلیس خودروهایی را که بر شیشه‌هایشان تصاویر موسوی نصب شده، متوقف کرده و از آن‌ها می‌خواهد این تصاویر را بردارند. یکی از نزدیکان موسوی، این اقدام‌ها را به دولت احمدی‌نژاد، منتسب کرده‌است.[۱۸]

### تشکیل کمیته صیانت از آرا
میرحسین موسوی و مهدی کروبی دو نامزد اصلاح طلب انتخابات در تاریخ ۱۰خرداد ۱۳۸۸ ضمن ابراز نگرانی از صحت انتخابات کمیته صیانت از آرا را تشکیل دادند. به گفته حامیان موسوی برخی از مقامات دولتی سابقه تقلب در دوره‌های قبلی انتخابت را داشته‌اند. تشکیل این کمیته با واکنش منفی دولت روبرو شد.

### انتشار روزنامه کلمه سبز
میرحسین موسوی در ۱۲ اسفند ۱۳۸۷ مجوز انتشار روزنامه کلمه سبز را دریافت کرد. این روزنامه از ۲۸ اردیبهشت ۱۳۸۸ آغاز به انتشار کرد.
این روزنامه در ۲۴ خرداد بنا به دستور مقامات قضایی و بدون تفهیم اتهام توقیف شد.

### سخنرانی‌های تبلیغاتی
۱۳ اسفند ۱۳۸۷، به مناسبت ۶۶ امین سالگرد تأسیس انجمن اسلامی دانشجویان، میرحسین موسوی در تالار شهید چمران دانشکده فنی دانشگاه تهران حضور یافته و پس از گذشت ۱۱ سال، به ایراد سخنرانی پرداخت. انتقاد از سیاست خارجی افراطی دولت احمدی‌نژاد که مورد تأیید خامنه‌ای نیز هست، دولتی شدن روحانیت، توقیف و تحدید مطبوعات و همچنین توزیع نقدی پول توسط احمدی‌نژاد در سطح کشور از جمله مهم‌ترین مواضع موسوی بود.
همچنین اولین نشست خبری-انتخاباتی میرحسین، در عصر روز دوشنبه ۱۷ فروردین ۸۷ و با حضور خبرنگاران داخلی و خارجی برگزار شد. این نشست، اولین نشست خبری وی پس از دوران نخست وزیری بود و چندین ساعت به طول انجامید.
در سالگرد دوم خرداد میرحسین موسوی در اصفهان و محمد خاتمی (حامی وی) در اجتماع بیست هزار نفره در استادیوم آزادی سخنرانی کردند.
موسوی در ۲۷ اردیبهشت ۱۳۸۸ در جمع هوادارانش در دانشگاه حضور یافت. وی در این دیدار هرگونه ارتباط با نهضت آزادی ایران را رد کرد و اعلام کرد که از ابتدای انقلاب ۱۳۵۷ با خط مشی این گروه مخالف بوده‌است. وی همچنین مدعی شد با کسانی که نظام ایران را قبول ندارند همکاری نخواهد کرد.

پوستر تبلیغاتی میرحسین موسوی

### نطق تلویزیونی
روز جمعه اول خرداد ۱۳۸۸ و در اولین روز از تبلیغات رادیو و تلویزیونی، میرحسین موسوی در برنامه‌ای نیم ساعته از شبکه یک تلویزیون ایران در اولین نطق تلویزیونی خود، با شهروندان این کشور صحبت کرد. او که برای نخستین بار در طی ۲۰ سال اخیر، مقابل دوربین تلویزیون حاضر شد، در ابتدای صحبت‌های خود به ایجاد محدودیت ارتباطی برای نشان دادن او اشاره کرد و گفت: در این سال‌ها «محدودیتی برای تصویر بنده وجود داشته‌است.»
او همچنین به انتقاد جدی از عملکرد اقتصادی محمود احمدی‌نژاد خصوصاً تورم، پایین آمدن ارزش پول کشور و… پرداخت.

### سفر میرحسین موسوی به تبریز
میرحسین موسوی در سفر به تبریز در استادیوم تختی این شهر سخنرانی کرد. رسانه‌های هوادار وی مجموع جمعیت استقبال‌کننده از وی در تبریز را بین هفتاد تا صدهزار نفر تخمین زدند.

### زنجیرهٔ انسانی در خیابان ولیعصر
روز دوشنبه ۱۸ خرداد یک زنجیرهٔ انسانی سبزپوش در دو طرف خیابان ولی عصر طولانی‌ترین خیابان تهران از میدان تجریش تا میدان راه آهن تشکیل شد. انبوه جمعیت حاضر در این برنامه به حدی بود که علاوه بر تشکیل زنجیره انسانی، در جای جای خیابان ولی‌عصر ده‌ها اجتماع دویست تا هزار نفری تشکیل شده بود. گفته می‌شود حداقل ۱۴۰ هزار نفر و حدود ۱۲ هزار خودرو در جریان این برنامه در خیابان ولی‌عصر تهران حاضر شدند.

## تبلیغات

### فیلم انتخاباتی
سه فیلم مستند انتخاباتی موسوی در روزهای ۹ خرداد (۲۱:۴۵ از شبکه یک)، ۱۶ خرداد (شبکه جام جم) و ۱۸ خرداد (۲۱:۴۵ از شبکه یک) هر کدام به مدت ۳۰ دقیقه پخش خواهند شد. مجید مجیدی فیلم‌های وی را کارگردانی کرده‌است.

### فیلم اول تبلیغاتی موسوی

#### ادعای مستند نبودن فیلم و تکذیب ادعا
طبق اعلام قبلی قرار بود که آئینه‌ای از واقعیات موجود در جامعه و اتفاقات همراه با میرحسین موسوی باشد. پس از پخش اولین سری از این فیلم‌ها، سایت جهان نیوز مدعی شد که در یکی از صحنه‌های این فیلم زنی که سعی داشت خود را به خودروی حامل میرحسین برساند در نهایت با ورود به جمع میرحسین و نزدیکانش با گریه و زاری از وضعیت مواد مخدر و اعتیاد گلایه کرده و دست به دامان مهندس موسوی برای حل این مشکلات شد. گریه‌های این زن و نوع بیان مشکلات و مصائب فرزندش از احساسی‌ترین لحظات این فیلم انتخاباتی بود. برخی از وبسایتهااز جمله ثانیه نیوز و رجا نیوز، مدعی شدند که نقش این زن را منیژه حسینیان بر عهده داشته که توسط مهدی قربان‌نژاد از شاگردان مجیدی برای این نقش در نظر گرفته شده‌است. ولی مجیدی در مصاحبه‌ای با سایت قلم نیوز ضمن رد این موضوع اعلام کرد که تمامی تصاویر، گزارش‌های کاملاً مستند بوده و بدون بازسازی است و تصاویر قبل و بعد از آن نیز وجود دارد و اگر کسی این تصاویر را بخواهد ما می‌توانیم در اختیارش بگذاریم. او در مصاحبه‌ای با خبرگزاری فارس انتشار چنین اخباری از سوی این خبرگزاری را باعث ازبین رفتن اعتبار آن در جامعه فرهنگی عنوان کرد. خبرگزاری فارس اعلام کرد که این خبر را از سایت «ثانیه نیوز» منتشر کرده‌است وخبر این خبرگزاری نبوده‌است.
پس از انتشار این مطالب، نهایتاً زنی که در این فیلم حضور داشت طی مصاحبه‌ای با رسانه‌ها اعلام کرد که نام وی صدیقه باصری است نه منیژه حسینیان. این زن در واکنش به این شایعه گفت: «هیچ پاسخی برای ادعای کسانی که مرا بازیگر خطاب کرده‌اند، ندارم و آنها را که از احساسات پاک و مادرانه من سوءاستفاده کرده‌اند، به خدا واگذار می‌کنم.»
پیش از این رسانه‌ها اعلام کرده بودند که در فیلم تبلیغات انتخاباتی احمدی‌نژاد دو بازیگر صداوسیما بازی کرده‌اند و فیلم مذکور مستند نیست.

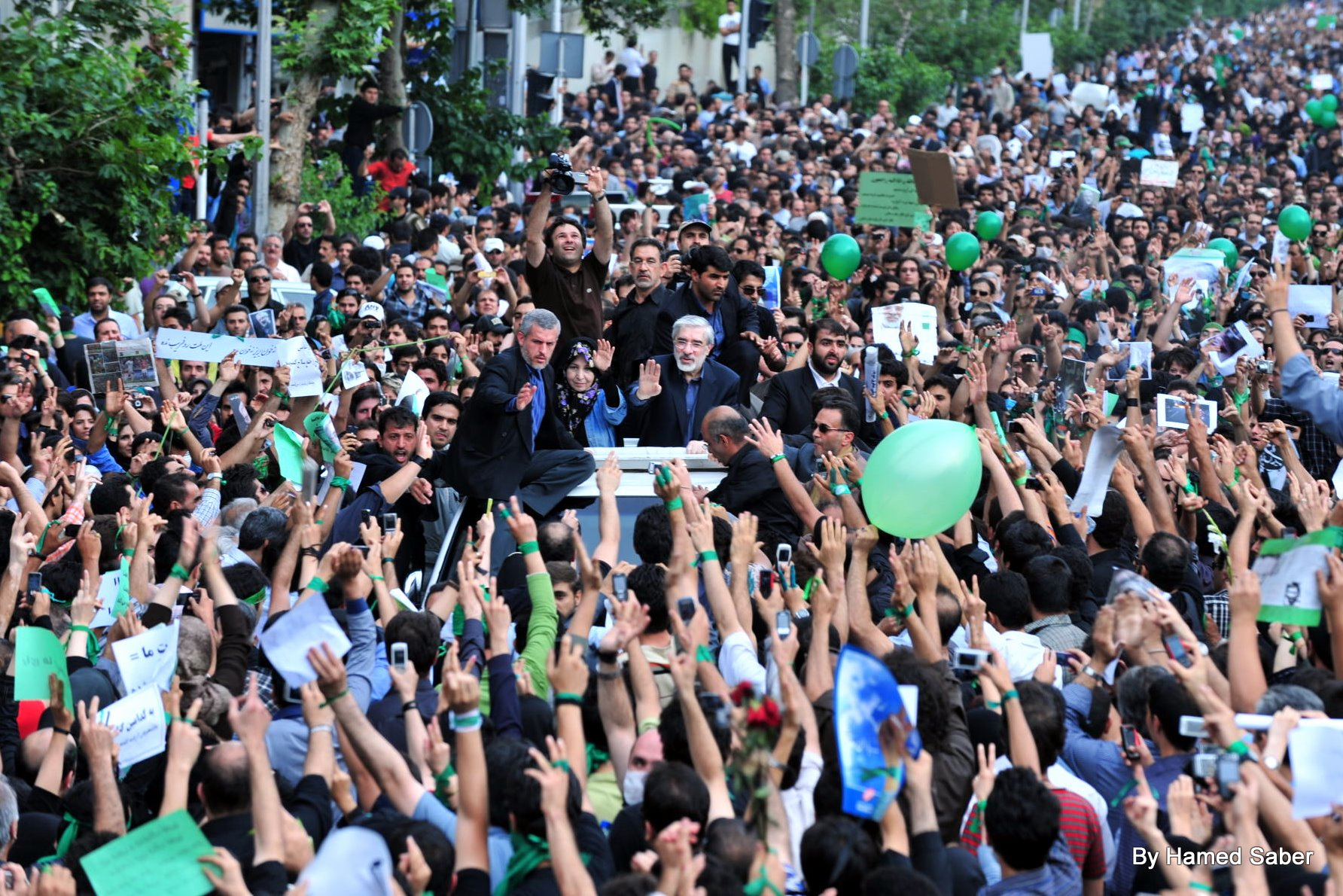
موسوی در جمع حامیان خود در خیابان‌های تهران

#### شایعه اعتراض مراجع به فیلم تبلیغاتی موسوی
خبرگزاری ایرنا و سپس صداوسیما ادعا کردند که آیت‌الله نوری همدانی، صافی گلپایگانی، موسوی اردبیلی و جوادی آملی (از مراجعی که در فیلم تبلیغی انتخاباتی موسوی شرکت کرده بودند) نسبت به پخش تصاویر دیدارشان با موسوی انتقاد کرده‌اند.
اما دفاتر این مراجع ادعای اعتراض به فیلم موسوی را شدیداً تکذیب کرده و آیت‌الله موسوی اردبیلی خواستار پخش تکذیبیه خود در صداوسیما شد. دفتر آیت‌الله صافی گلپایگانی نیز با صدور اطلاعیه‌ای اقدام خبرگزاری دولت و بخش خبری ۲۰:۳۰ را دروغ پردازی و جعل اخبار مرجعیت شیعه عنوان کرد و ضمن ابراز تاسف عمیق از این گونه اقدامات ضداخلاقی در رسانه‌های تأثیرگذار کشور آن را باعث ایجاد فضای بی‌اعتمادی و سوظن در میان مردم دانست و اعلام داشت: «اقدامات معدود جاهلانی که برای رسیدن به مقاصد سیاسی خود حتی از خبرسازی و دروغ پردازی پیرامون مرجعیت ابایی ندارند موجب ایجاد التهاب در جامعه‌است.» دفتر آیت‌الله جوادی آملی نیز با صدور اطلاعیه‌ای اخبار مطرح شده مبنی بر اعتراض این مرجع تقلید نسبت به پخش مستند انتخاباتی میرحسن موسوی را تکذیب کرد و در این اطلاعیه عنوان داشت: «آنچه اخیراً درخصوص واکنش این دفتر نسبت به فیلم پخش شده در خبرگزاری‌ها آمده صحیح نیست و این دفتر مراکز مزبور و همگان را دعوت می‌نماید، نسبت به مواضع او به سایت رسمی دفتر وی مراجعه کنند.» همچنین جمعی از طلاب و روحانیون حوزه علمیه قم نیز طی نامه‌ای خطاب به عزت‌الله ضرغامی نسبت به عملکرد سازمان صداوسیما اعتراض کردند

### پیوستن مسؤولان ستادهای مردمی احمدی‌نژاد به ستاد موسوی
در روز ۱۸ خرداد و چند روز پیش از برگزاری انتخابات، مسؤولان ستادهای رضوان، از ستادهای مردمی حامی احمدی‌نژاد، با صدور بیانیه‌ای در حمایت از میرحسین موسوی به ستاد مرکزی موسوی پیوستند. این اتفاق پس از مناظره موسوی و احمدی‌نژاد و موضعگیری احمدی‌نژاد در برابر هاشمی و افرادی از راست سنتی مثل ناطق نوری رخ داد. این بیانیه با سخنی از پیشوای نخست شیعیان به این مضمون آغاز می‌شد:
زمانی بر مردم خواهد آمد که در آن ارج نیابد مگر فرد بی‌عرضه و بی‌حاصل، و خوش طبع و زیرک دانسته نشود مگر فاجر، مورد اعتماد قرار نگیرد مگر خائن، و به خیانت نسبت داده نشود مگر فرد درستکار و امین. در چنین روزگاری بیت‌المال را بهرهٔ شخصی خود گیرند و از قرآن جز نشان نماند و از اسلام جز نام
آقای احمدی‌نژاد؛ تاکنون خدمت به شما بر ما فرض بود زیرا گمان می‌بردیم شما سرباز نظام هستید و حمایت شما از جعل مدرک کردان، بی‌تفاوتی شما نسبت به تغییر واژهٔ خلیج‌فارس به واژه مجعول خلیج‌العربی، بذل و بخشش شما در حق‌السهم ایران در دریای خزر و … را به پای معصوم نبودن مؤمن می‌گذاشتیم.
لیکن در مناظره ۱۳ خرداد هنگامی که شما برای منافع خود تمام ارکان نظام را زیر سؤال بردید بسیار بر ما گران آمد.
شما براساس سوگندنامه ریاست جمهوری می‌باید پاسدار ارزش‌های نظام و انقلاب باشید لیکن متأسفانه شما تمام شخصیت‌های نظام را که مورد عنایت حضرت امام (ره) و حمایت مقام معظم رهبری بودند مورد توهین قرار دادید.
به گونه‌ای که انگار در کشور امامی نبوده و جنگی به وقوع نپیوسته است و کشور مورد تهدید ابرقدرت‌ها قرار نگرفته.
آقای احمدی‌نژاد؛ رویکرد تبلیغاتی شما به گونه‌ای است که حاضر هستید تمام شخصیت‌های نظام و انقلاب را قربانی طمع خود کرده و نام‌های مقدسی چون اسلام و امام (ره) را پلکان ترقی خود سازید.
لیکن آقای میرحسین موسوی با سکوت در مقابل هتاکی شما عین گفتار حضرت رسول (ص) را تحقق بخشید (کسی که زبانش را نگه دارد گویا به همه قرآن عمل کرده است).
ما اعضای ستاد رضوان معتقدیم بعد از نظر حضرت ولی عصر (عج)، صحنه گردان رهبری است لذا به عنوان کسانی که در اردوگاه احمدی‌نژاد جایگاهی داشته، به تمامی وعده‌های وی پشت کرده و در حمایت ازمهندس سید میرحسین موسوی وحضرت آیت‌الله هاشمی رفسنجانی و جمعی از امت حزب‌الله و بسیجیان مردمی به مهندس موسوی می‌پیوندیم، و این بار نه شعارگونه که از اعماق قلب خود فریاد می‌زنیم «نصرمن الله وفتح قریب»
.

## حامیان

### گروه‌های حامی
جبهه مشارکت ایران اسلامی؛ سازمان مجاهدین انقلاب اسلامی؛ مجمع روحانیون مبارز؛ حزب کارگزاران سازندگی ایران؛ حزب اسلامی کار؛ شورای هماهنگی جبهه اصلاحات؛ حزب مردم سالاری مجمع مدرسین و محققین حوزه علمیه قم، انجمن اسلامی مدرسین دانشگاه‌ها، خانه پرستار، خانه کارگر، آژانس تحلیلی خبری بنیان، سازمان معلمان، حزب زنان جمهوری اسلامی، مجمع دانش آموختگان ایران اسلامی، جامعه روشنفکر پزشکی کشور، انجمن دانش آموختگان دانشگاه تهران، شورای هماهنگی اصلاح‌طلبان کُرد، مجمع زنان اصلاح طلب، حزب همبستگی، حزب اعتدال و توسعه و ائتلاف اصلاحطلبان حامی موسوی که تحت عنوان ستادکوشک یا دفتر قیطریه فعالیت می‌کردند.

### روزنامه‌های حامی
اعتماد، هفته نامه عصر ارتباط، کلمه سبز، کارون، اندیشه نو، یاس نو (توقیف و پس از مدّتی رفع توقیف شد و مجدداً توقیف شد)، صدای عدالت، مردم‌سالاری، سرمایه، جمهوری اسلامی

### اشخاص حامی
حمید قربانی، آیت‌الله صانعی، علی اکبر هاشمی رفسنجانی، علی اکبر ناطق نوری ، سید محمد خاتمی، سیدحسن خمینی ، مولوی عبدالحمید، سیدمهدی طباطبائی، بهزاد نبوی، معصومه ابتکار، زهرا مصطفوی، سعید حجاریان، عبدالواحد موسوی لاری، بیژن زنگنه، اسحاق جهانگیری، علیرضا محجوب، یاسرمصطفوی، جلال جلالی‌زاده،
فائزه هاشمی، سعید ابوطالب، محمود دولت‌آبادی، محمد هاشمی رفسنجانی، عباس آخوندی، محسن دعاگو، محمدعلی عمویی، مسعود کرباسیان، مسیح مهاجری، طهماسب مظاهری، مصطفی هاشمی طبا مصطفی کواکبیان، هادی خامنه‌ای، مرتضی محجوب، مرتضی حاجی، مصطفی معین، عاتقه صدیقی (همسر محمدعلی رجایی)، مصطفی پورمحمدی، محسن آرمین، اعظم طالقانی، مصطفی تاج‌زاده، احمد پورنجاتی، سهیلا جلودارزاده، سیدرضا اکرمی، محسن کدیور، محسن صفایی فراهانی، عبدالله شهبازی، علی زندی قشقایی، شاهین نجفی

### هنرمندان حامی میر حسین موسوی
داریوش مهرجویی، مجید مجیدی، عزت‌الله انتظامی، علی نصیریان، محمد نوری، محمدعلی کشاورز، کیومرث پوراحمد، ناصر چشم‌آذر، فاطمه معتمدآریا، هدیه تهرانی، بهاره رهنما، مرضیه برومند، توکا نیستانی، مانا نیستانی، حسام‌الدین سراج، کمال تبریزی، گوهر خیراندیش، محمدرضا فروتن محمدعلی طالبی، بهمن فرمان‌آرا، محسن نامجو، خشایار اعتمادی، جلال ذوالفنون، منیژه حکمت، مجتبی راعی داریوش ارجمند، همایون اسعدیان، مهناز افشار، سیروس الوند، پریسا بخت‌آور، امین تارخ، امیر تتلو، سیف‌الله داد، علیرضا داوود نژاد، پوران درخشنده، احمدرضا درویش، داوود رشیدی، لیلی رشیدی، اسماعیل شنگله، قطب‌الدین صادقی، یدالله صمدی، رضا عطاران، کیانوش عیاری، حسین فرح‌بخش، حمید فرخ‌نژاد، داریوش فرهنگ، اصغر فرهادی، رضا کیانیان، مسعود کیمیایی، خسرو معصومی، فرزاد مؤتمن، مازیار میری، محمدعلی نجفی، مهتاب نصیرپور، رؤیا نونهالی، پگاه آهنگرانی، صابر ابر، پژمان بازغی، پانته‌آ بهرام، ماهایا پطروسیان، حسن پورشیرازی، شادمهر راستین، حبیب رضایی، سعید شهرام، بیتا فرهی، پیمان قاسم خانی، رضا کرم رضایی، علی مصفا، بیژن میرباقری، کارن همایونفر، اصغر همت، انوشیروان ارجمند، داریوش اسدزاده، رابعه اسکویی، مهناز افضلی، بیژن امکانیان، پویا امینی، رضا بابک، فرهاد بشارتی، لیلا بلوکات، محمود بنفشه‌خواه، خاطره اسدی، مسعود پاکدل، مهدی پاکدل، الهام پاوه‌نژاد، فرهاد تجویدی، عمار تفتی، کامران تفتی، آتش تقی‌پور، سیما تیرانداز، صدرالدین حجازی، شیلا خداداد، بهزاد خداویسی، اشکان خطیبی، کامبیز دیرباز، حمیرا ریاضی، نیما رئیسی، امید زندگانی، شهره سلطانی، حنیف سلطانی سروستانی، مهراوه شریفی‌نیا، لاله صبوری، فرزاد صدیق‌شریف، شقایق فراهانی، گلشیفته فراهانی، مارال فرجاد، مونا فرجاد، جلیل فرجاد، اندیشه فولادوند، رضا فیاضی، محسن قاضی مرادی، اکبر قدمی، جمشید گرگین، لادن مستوفی، ناصر ممدوح، رامین ناصرنصیر، امیر نوری، اصغر بیچاره، هدیش بیگدلی شاملو، پیمان جعفری، داریوش حکمت، رضا رادمنش، امیرمهدی ژوله، سید احمد ساکت، ، بهرام رادان پرویز تناولی، آیدین آغداشلو، لیلی گلستان، بهمن جلالی، فرح اصولی، محمد احصایی، شهرزاد اصولی، بابک اطمینانی، عطاالله امیدوار، حسین پدیدار، شیده تامی، محمدعلی ترقی جاه، ساسان توکلی فارسانی، کاظم چلیپا، بزرگمهر حسین‌پور، فرزاد حسنی، حسین خسروجردی، اردشیر رستمی، زهرا رهنورد، مهران زمانی، مسعود سپهر، شجاع رضا انوری، منصور ضابطیان، آمیتیس فرهادپور، عبدالجبار کاکایی، فریدون عموزاده خلیلی، فاطمه راکعی، سهیل محمودی، علیرضا کاکایی، علیرضا عطاران، محمدعلی بهمنی، مجتبی پورمحسن، شاهین فرهت، حسین علیزاده، حسن ریاحی، محمد سریر، مصطفی پورتراب، کیهان کلهر، جلال ذوالفنون، فریبرز لاچینی، تورج شعبانخانی، یغما گلرویی، بابک ریاحی پور، مهرداد پازوکی، حسین زمان، غلام کویتی‌پور، بهزاد ابطحی، حسین استیری، اهورا ایمان، روزبه بمانی، شاهکار بینش پژوه، شاهرخ پوریامین، امیر تاجیک، علی تفرشی، بابک جهانبخش، محمدرضا چراغعلی، حمید خندان، محمدعلی خواجه نوری، امیر شهیار، کورش صنعتی، مازیار عصری، فرمان فتحعلیان، مجتبی کبیری، سروش لشگری (هیچ‌کس) شهرام ناظری ناصر تقوایی، خشایار دیهیمی، پرویز مشکاتیان، حسین محجوب، پرویز پرستویی، محمدرضا شجریان، جمشید مشایخی
محسن مخملباف که از هر دو کاندیدای ریاست جمهوری میرحسین موسوی و مهدی کروبی حمایت کرده‌است.

### ورزشکاران حامی
هادی ساعی، کریم باقری، احمدرضا عابدزاده، ناصر حجازی، حسن روشن، خداداد عزیزی، علی دایی، علیرضا واحدی نیکبخت، فرهاد مجیدی، فرزاد مجیدی، ناصر ابراهیمی، حمید درخشان، امیررضا خادم، علیرضا حیدری، مراد محمدی، فردین معصومی، بیژن ذوالفقارنسب، حسین کلانی، مجید نامجو مطلق، علی انصاریان، مهدی هاشمی‌نسب، بهزاد غلامپور، حمید علیدوستی، بهتاش فریبا، فرشاد فلاحت زاده، محمود فکری، محسن گروسی، ستار همدانی، محمد ترکاشوند، بهنام محمودی، یوسف کرمی، بهزاد خداداد، محمود میران، حسن رنگرز، نیما نکیسا، جلال طالبی، محمود خردبین، سیدمحمد پنجعلی، مهرداد میناوند، علی کریمی، نادر ثانی، مهدی مهدوی کیا

### دیگر حامیان
ائتلاف مردمی حامیان میرحسین موسوی به ریاست مصطفی کواکبیان، ستاد اصلاح‌طلبان حامی مهندس موسوی معروف به ستادکوشک به ریاست محسن امین‌زاده، جبهه اصولگرایان حامی موسوی، انجمن اسلامی مدرسین دانشگاه‌ها، خانه کارگر، رفاه کارگران

## تظاهرات مردمی در اعتراض به نتایج انتخابات
در پی اعلام نتایج آرا شهرهای مختلف ایران از جمله تهران شاهد اعتراضات گسترده مردمی و درگیری با مأموران بود. ستاد انتخاباتی مرکزی میرحسین موسوی با حمله گسترده به
نیروهای انتظامی و استفاده از گاز اشک‌آور و دستگاه‌های شوک الکترونیکی پلمپ شده، تلفن همراه و پیامک در تهران قطع و بسیاری از منابع خبری فیلتر شدند.